# 慶長出羽合戦
慶長出羽合戦（けいちょうでわかっせん）は、慶長5年（1600年）出羽国で行なわれた上杉景勝（西軍）と最上義光・伊達政宗（東軍）の戦いで、「北の関ヶ原」といわれる。東軍が勝利した。

## 上杉氏と最上氏
天正12年（1584年）、最上義光は、羽州探題家としての実力再興を目指し、域内の大江氏、白鳥氏、天童氏を破り、村山・最上両郡を勢力下に治めた。置賜地方は血縁関係のある伊達氏の支配下にあり、進出できないことから北進し、庄内地方の制圧を目指した。庄内一円は武藤氏庶流の大宝寺氏が有力な国人を支配していたが、義光は積極的に介入し制圧を目指した。また、早くから豊臣秀吉と同盟関係にあった上杉景勝は、天正14年（1586年）人質を出して臣従し、出羽国切り取りの裁可を得た。これらの動きに対し、大宝寺義興は越後の本庄繁長を頼り、繁長の子義勝を自らの養子として迎える。しかし、庄内の国人たちがこれに反発し、天正15年（1587年）反乱が起こる。最上義光はこの謀反に介入し、大宝寺義興を自害に追い込み庄内を制圧する。しかし、落ち延びた大宝寺義勝（本庄繁長の子）は、翌天正16年（1588年）8月、繁長と共に庄内奪回を目指して進攻、大崎合戦出陣中の不意を衝かれた最上勢は十五里ヶ原の戦いで大敗し、庄内地方は上杉氏配下である本庄繁長の支配下に置かれた。天正18年（1590年）の奥州仕置により、庄内地方は大宝寺義勝の領地として公認され、藤島一揆による大宝寺氏の改易を経て、上杉氏の所領となった。十五里ヶ原の戦いは豊臣秀吉による関東・東北の惣無事令（天正15年12月）の後だったため、最上氏・上杉氏の間に禍根を残すこととなった。
慶長3年（1598年）、上杉景勝は越後・佐渡2国などから蒲生氏郷の旧領、すなわち会津・置賜・信夫・伊達・安達などに移封され、加えて庄内の支配も引き続き認められ、計120万石を領した。これにより、最上義光は仇敵上杉氏に南と西から挟まれることとなり、逆に上杉景勝にとっても最上氏に新領地と庄内地方を遮断され、ここに両氏の激突は避けられない状況になった。
この後、直江兼続は、米沢と庄内を結ぶ軍道の建設を秘密裏に進め、約1年で完成する（朝日軍道）。

## 発端
豊臣秀吉の死後、慶長5年（1600年）6月に会津征伐のため出陣していた徳川家康が、7月24日下野小山において石田三成の挙兵を知って反転西上する。家康は南部利直・秋田実季・戸沢政盛・本堂氏・六郷氏・赤尾津氏・滝沢氏などを山形に集結させ、最上義光を主将として米沢口から会津に侵入するようにしていたという。しかし、東軍諸将を先遣隊として東海道より西へ軍を進め、自身は江戸において東軍諸将の引き留めおよび西軍の切り崩し工作を行ったため、奥羽諸軍は自領に引き上げ、伊達氏と上杉氏も伊達氏が7月に攻略した白石城の返還を約し、和睦を結んでしまう。事態の急変に対し、義光は帰国をする南部氏や出羽の諸氏と起請文を交わし、家康の意向に従うこと、事があらば助け合うことを誓った。ただし、米沢口の主将であった義光は出羽方面における軍事指揮権は引き続き自分が持っていると解したのに対し、諸大名はあくまでも家康の指揮命令によって戦うと理解していた。
9月1日、岐阜城落城の知らせを受けて、家康が江戸より出陣する。また、徳川秀忠および最上義光次男最上家親も上田方面に出陣する。これにより上杉氏に対する家康の脅威は去り、上杉領北方において上杉と対決する姿勢を示すのは義光だけとなり、上杉景勝は義光を無力化しようとする。最上氏を滅ぼすか味方に付ければ上杉氏にとっては後顧の憂いが無くなり、家康と決戦に挑めるからである。逆に家康の反転により、上杉氏の北方に孤立した形になった義光は窮状に陥り、上杉方に嫡子を人質として送るなどの条件で山形へ出兵しないように要請している（『上杉家記』）。しかし、義光が秋田実季（東軍）と結び、上杉領庄内を挟み討ちにしようとする形跡があるのを知った上杉氏は激怒し、出陣を決定する。

## 上杉軍出陣

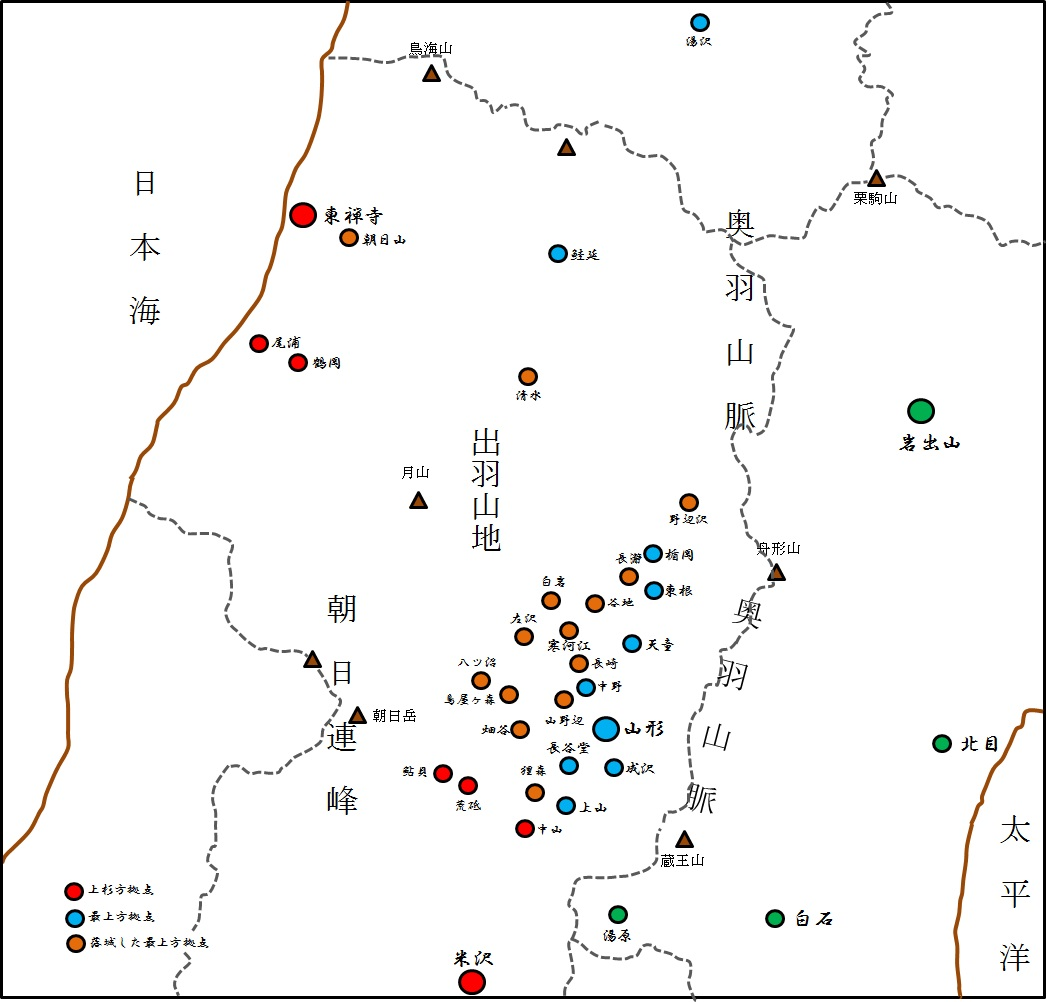
上杉軍の攻勢により落城した最上氏拠点

慶長5年9月8日、上杉軍は米沢と庄内の二方面から、最上領へ向けて侵攻を開始した。上杉勢の指揮を執る将は景勝の重臣直江兼続で、総兵力は2万5000人にも及んだ。米沢を出た上杉軍は萩野中山口（狐越街道）、小滝口、大瀬口（白鷹町大瀬）、栃窪口（白鷹町栃窪）、掛入石仲中山口に分かれそれぞれ進軍した。兼続は萩野中山口を進んだ。それに対して最上軍の総兵力はおよそ7000人にすぎず、しかも居城の山形城をはじめ、畑谷城や長谷堂城など多くの属城にも兵力を分散していたため、山形城には4000人ほどの兵力しかなかった。（ただし両軍の正確の兵数は不明。後に記述）
上杉軍は、9月12日に畑谷城を包囲する。この城は、最上軍の白鷹方面最前線基地であるが、城将は江口光清以下500人ほどに過ぎなかった。義光は江口に撤退を命令していたが、江口以下、城兵は命令を無視し玉砕を覚悟で抵抗する。この時の事を、『最上義光物語』では、
「東西南北に入違ひもみ合。死を一挙にあらそひ。おめき叫て戦ひければ、さしも勇み進んたる寄手も。此いきほひに難叶。持楯かい楯打捨て。一度にとつと引たりける」
と、城兵側による抵抗をつぶさに描いている。しかし、兵力の差はいかんともし難く、畑谷城はその日のうちに落城、江口は敵軍の中に斬り込んで一戦した後、自害して果てた。しかし江口の抵抗は、上杉軍にも1000人近い死傷者を出させた。
9月17日、直江軍とは別に掛入石仲中山口を進軍してきた篠井康信、横田旨俊ら4000人が羽州街道最前線上山城に攻めに取りかかった。守将は最上氏の家臣・里見民部であり城兵はわずか500ほどにしか過ぎなかったが、里見民部は城門を開けて打って出た。上杉軍は一気に城兵を殲滅するため反撃に出た。城門付近で戦闘が繰り広げられたが、上杉軍の背後から、最上軍が襲いかかった。民部は、あらかじめ少ない兵を分散し、最上義光が与力として増派した草刈志摩に別動隊を率いさせて城の外に出して待ち伏せさせていたためである。背後を襲われた上杉軍は混乱に陥り、最上勢はこの隙に上杉勢を攻める。上杉方は大将の本村親盛が坂弥兵衛なる者に討ち取られた他、椎名弥七郎をはじめとする将兵の多くが討たれた。一方、最上勢も広河原で追撃中の草刈志摩が鉄砲に撃たれて討ち死にしている。里見は上杉軍400人余りの首を義光に送ったとされる。この上山城攻めの苦戦で掛入石仲中山口からの上杉軍は、同時期に行われていた長谷堂城の戦いで戦闘中の直江本隊とは最後まで合流することが出来なかった。
一方、庄内飽海方面では最上方の支援を受けて朝日山城に復帰した池田盛周等が一揆を起こし、酒田東禅寺城主志駄義秀と対峙したものの、上杉軍を前に一揆勢は敗退し、志駄義秀は最上川を遡る軍で、下秀久は六十里越を通る軍で村山郡の最上川西岸地域に侵入した。9月15日までに寒河江城・白岩城が、9月18日までに谷地城・長崎城・山野辺城などが落城した（『上杉家御年譜』『九月十八日上泉泰綱書状』）。また、直江兼続本隊の別動隊が白鷹方面から五百川渓谷沿いに進軍し、八沼城・鳥屋ヵ森城などを落として左沢まで進出した後山野辺で本隊と合流している。
各地で最上勢は地の利を生かしたが、兵力の差は大きくしだいに押し込まれていった。さらに上杉景勝に呼応して、最上義光と対立していた小野寺義道も、最上氏の属城である湯沢城（出羽国雄勝郡）を包囲攻撃し始めた。しかし、この戦いにおいて城将の楯岡満茂が善戦し、小野寺軍の侵攻は遅滞した。

## 長谷堂城の戦い

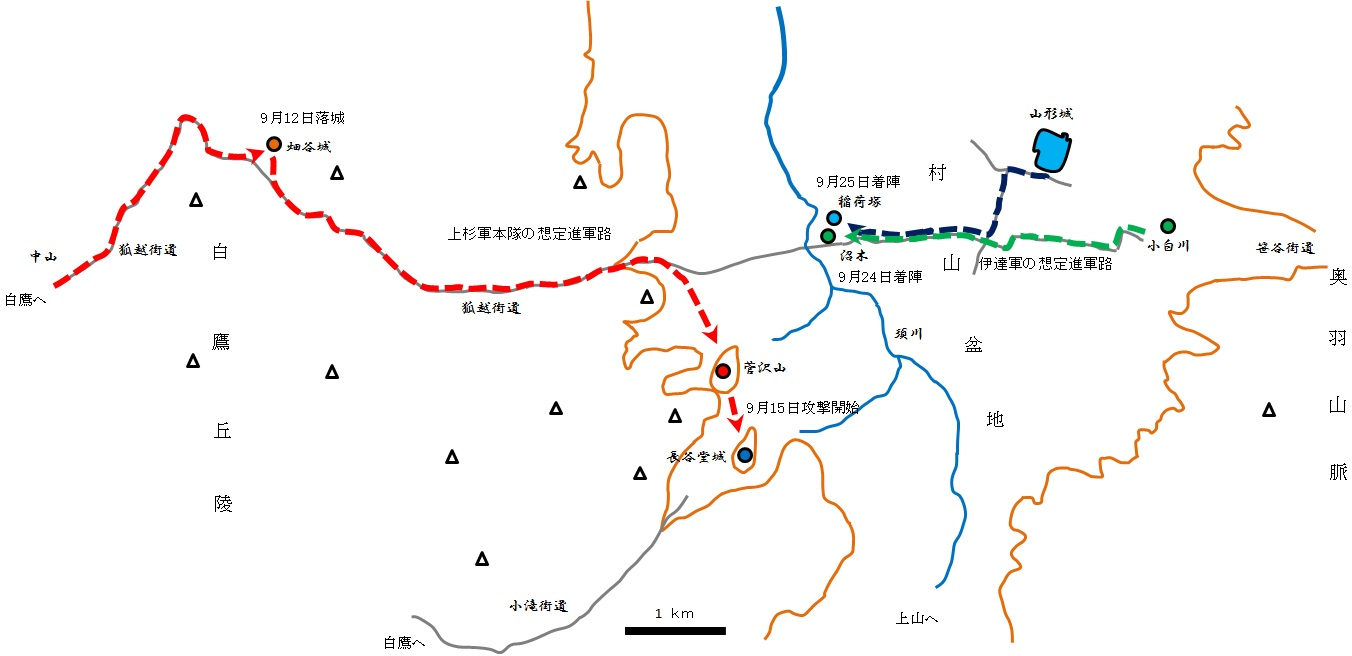
直江兼続隊の想定進路

一方、直江兼続は畑谷城を落としたあと、長谷堂城近くの菅沢山に陣を取り、長谷堂城を包囲した。長谷堂城は山形盆地の西南端にある須川の支流・本沢川の西側に位置し、山形城からは南西約8キロのあたりに位置する、山形城防衛において最も重要な支城であった。また、この時点で最上川西岸地域および須川西岸において唯一残る、最上氏側の拠点となっていた。つまり、長谷堂城が落ちれば上杉軍は後顧の憂いがなくなり、須川を挟んだ攻防を経て山形城攻城戦に取りかかることは明らかだった。9月15日最上義光は嫡男最上義康を当時北目城（仙台市太白区）にいた伊達政宗に派遣し援軍を依頼した。伊達氏の重臣片倉景綱は両家を争わせて疲弊させるべきであるとして諌めたのに対し、政宗は「一つは家康のため、一つは山形城にいる母上（義姫・保春院）のために最上を見捨てるわけにはいかない」（『治家記録』）と述べ、16日付書状にて政宗は叔父留守政景を救援に派遣することを決める。
この時、長谷堂城は最上氏の重臣・志村光安以下1000名が守備し、攻め手は直江兼続が指揮を執る上杉軍1万8000人。通常攻城戦に必要な兵数は城方の3倍（確実を期すなら10倍とも）と云われているが、その点上杉軍は十分過ぎるほどの兵力を持って攻城戦にあたった。9月15日、兼続は大軍を背景に力攻めを敢行。しかし志村は寡兵ながらも防戦し、9月16日には200名の決死隊と共に上杉側の春日元忠軍に夜襲を仕掛ける。これにより上杉勢は同士討ちを起こすほどの混乱に陥り、志村は兼続のいる本陣近くまで攻め寄って、250人ほどの首を討ち取る戦果を挙げた。この時の鮭延秀綱の戦いぶりには、直江兼続からも「鮭延が武勇、信玄・謙信にも覚えなし」と言わしめ、後日兼続から褒美が遣わされたという。
9月17日、兼続は春日元忠に命じ、さらに城を攻め立てた。しかし、長谷堂城の周りは深田になっており、人も馬も足をとられ迅速に行動ができない。そこへ最上軍が一斉射撃を浴びせて上杉軍を散々に撃ちつけた。業を煮やした兼続は、長谷堂城付近で刈田狼藉を行い城兵を挑発するが、志村は挑発には乗らず、逆に兼続に対し「笑止」という返礼を送ったとされる。
9月21日には、伊達政宗が派遣した留守政景隊3千の軍勢が白石から笹谷峠を越えて山形城の東方（小白川）に着陣し、9月24日には直江兼続本陣から約2km北東の須川河岸の沼木に布陣する。また、最上義光も9月25日山形城を出陣し、稲荷塚に布陣した。ここにおいて一時戦況は膠着するものの、9月29日上杉勢は総攻撃を敢行、長谷堂城を守る志村光安はなおも善戦し、上杉軍の武将・上泉泰綱を討ち取るという戦果を挙げた。

## 撤退戦

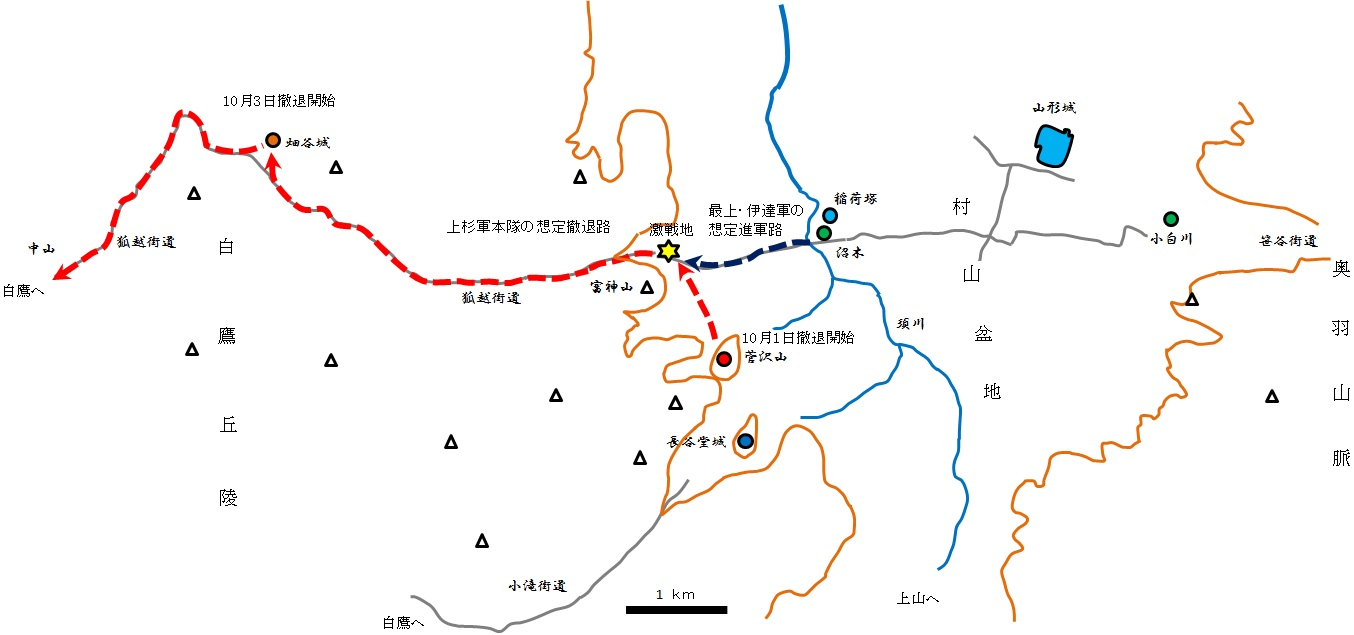
撤退戦の概略図

そしてこの29日に、関ヶ原において石田三成が指揮を執る西軍が、徳川家康が指揮を執る東軍に大敗を喫したという情報が、直江兼続のもとにもたらされた。敗報を知った兼続は自害しようとしたものの、前田利益（慶次郎）に諫められ、撤退を決断したとされる。翌9月30日、最上勢も関ヶ原の結果を知ることとなり、攻守は逆転する。10月1日、上杉軍が撤退を開始、最上伊達連合軍が追撃した。富神山の付近で陣頭に立つ最上義光の兜に銃弾が当たるなど激戦となり、両軍多くの死傷者を出した。追撃軍を迎え撃つため、直江兼続は自ら畑谷城に手勢と共に立てこもって殿をつとめ、10月3日に荒砥へ退却した。前田利益や水原親憲などの善戦もあり、兼続は鉄砲隊で最上軍を防ぎながら追撃を振り切り、10月4日に米沢城へ帰還した。『最上義光記』には「直江は近習ばかりにて少も崩れず、向の岸まで足早やに引きけるが、取って返し。追い乱れたる味方の勢を右往左往にまくり立て、数多討ち取り、この勢に辟易してそれらを追い引き返しければ、直江も虎口を逃れ、敗軍集めて、心静かに帰陣しけり」とある。
この撤退戦は後世まで語り草になった。最上義光は兼続を「上方にて敗軍の由告げ来りけれども、直江少しも臆せず、心静かに陣払いの様子、（中略）誠に景虎武勇の強き事にて、残りたりと、斜ならず感じ給う」と評し、家康も兼続が駿府を訪れた時「あっぱれ汝は聞き及びしよりいや増しの武功の者」とおおいに賞賛したという。
また、最上勢は全戦線で反攻に転じ、10月1日には寒河江・白岩・左沢を回復すると、撤退から取り残された谷地城に籠る下秀久も11日間の籠城の末に降伏した。

『長谷堂合戦図屏風』　江戸時代中期　戸部正直画
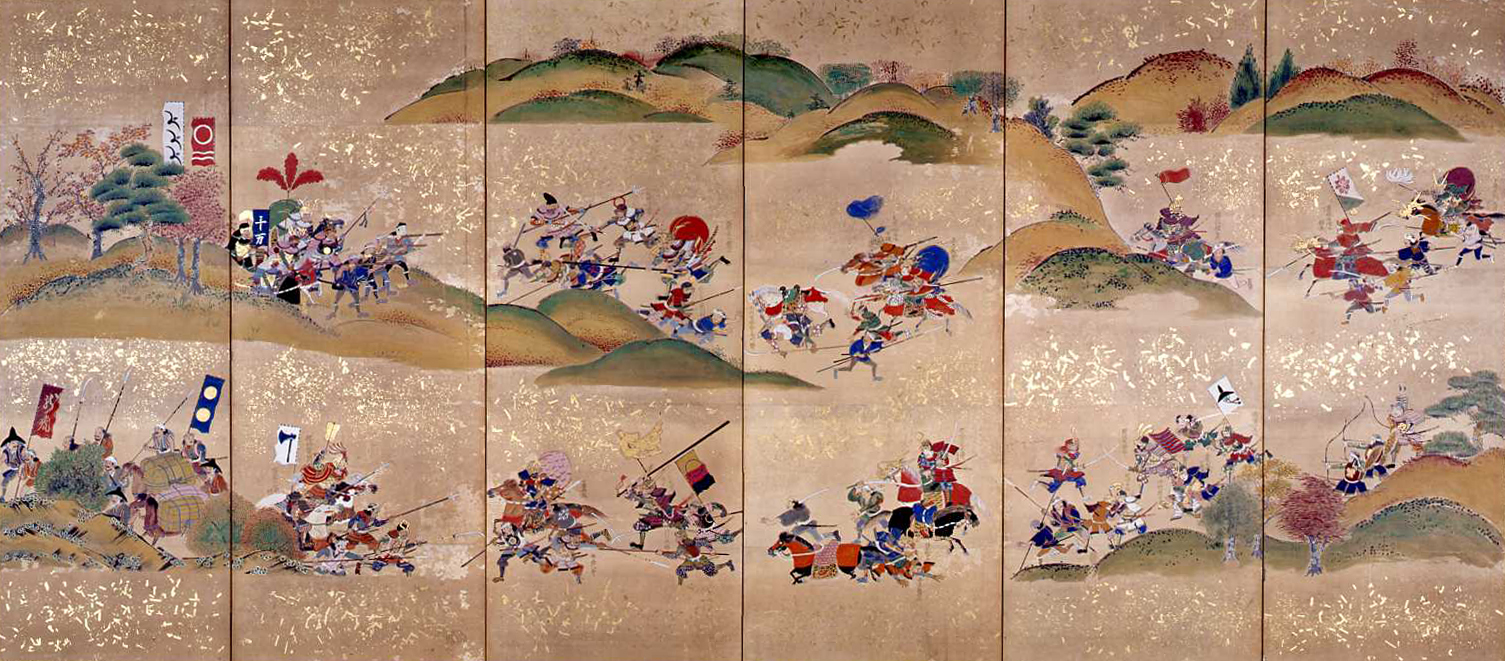
（左隻）退却する直江兼続を追撃する最上義光
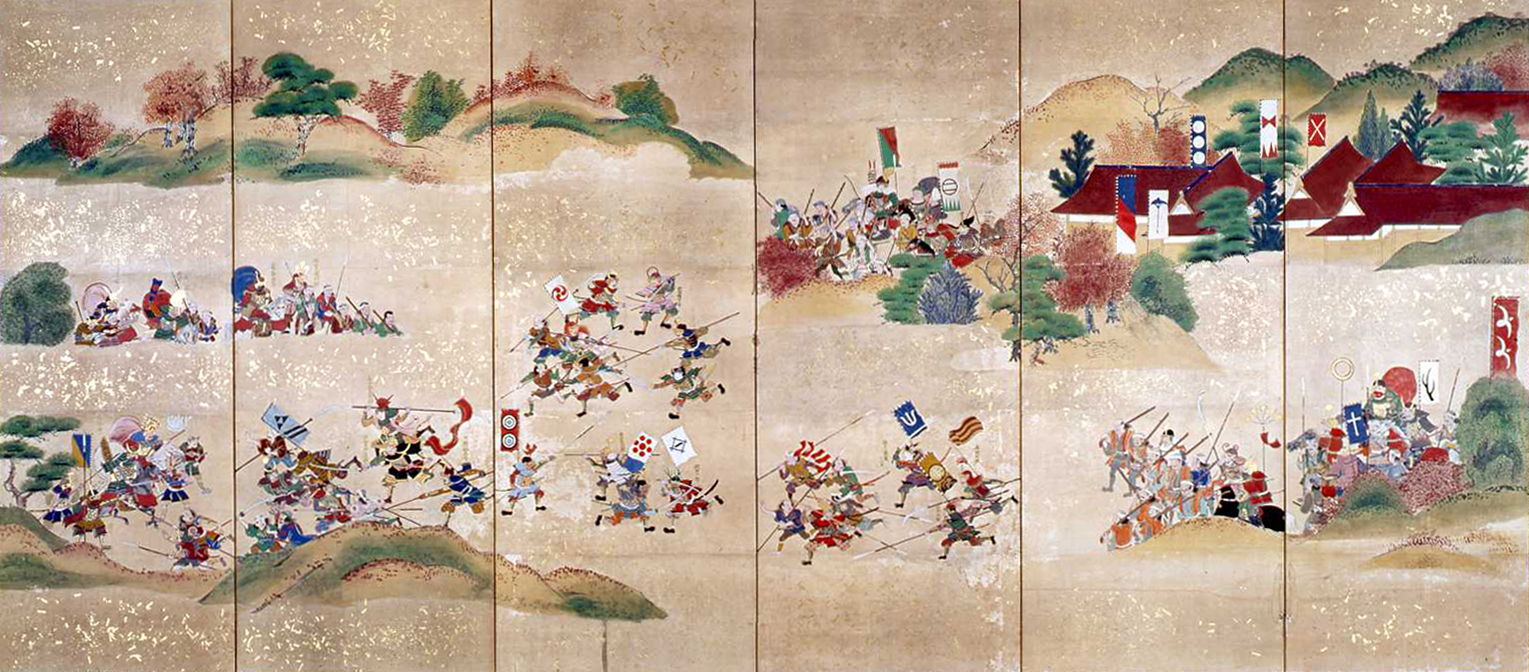
（右隻）長谷堂城を攻撃する直江兼続

## 仙北・庄内地方の戦い
9月下旬になって、秋田実季は最上義光に対して由利衆とともに上杉領である庄内地方へ攻め込むことを通知していた。これに対して義光は仙北地方の小野寺氏を攻撃するように求める返書を出した。しかし、庄内攻撃は家康の直接の指示を受けたものであった。しかも、義光の返書が着く前に実季は家康に使者を出した上で、兵の方向を仙北地方に変えて小野寺氏の大森城攻撃に踏み切った。結果的に最上領に攻め込んでいた小野寺氏は後退し、11月には同氏の本拠地である横手城が陥落したものの、最上義光は自分の下知に従わない実季や由利衆を軍令違反とみなして非難し、自分達は家康の命令指揮下にあると考える実季はこれを「讒言」とみなして反発、両者に確執として残った。
一方、最上軍は降伏した下秀久を先手、義光の嫡男・義康を総大将として庄内地方に進攻すると、尾浦城を攻め落とした。翌慶長6年（1601年）3月、酒田東禅寺城を攻略し、十五里ヶ原の戦いおよび奥州仕置で失った庄内地方全域を上杉氏から奪還した。

## 戦後
この戦いは、「奥羽における東西合戦」と言える。最上軍は少ないながらも善戦したことにより、戦後家康はその功績を賞賛し、義光が切り取った庄内地方の領有権を認めるとともに、佐竹氏との領土交換により雄勝郡・平鹿郡に替えて由利郡を与え、出羽山形藩は57万石の大藩となった。また、慶長6年（1601年）5月11日に家康が参内した際には上田城の戦いの功労者である森忠政、関ヶ原の戦い本戦の功労者である井伊直政、織田長益に並んで、義光が供奉者に選ばれている（『言経卿記』）。
伊達政宗は直江兼続が最上義光に敗退し米沢へ撤退すると、これを好機と捉え上杉領の伊達郡・信夫郡に進攻し、福島城主本庄繁長と梁川城主須田長義と戦う。野戦においては上杉軍を蹴散らした政宗であったが、続く福島城での攻城戦では上杉方の固い守りに阻まれ攻略に失敗してしまう。加えて戦後、南部領で一揆を扇動したことが露見し、家康の不信を招いたことによって、いわゆる「百万石のお墨付き」は反故にされ、自力で落とした白石城・刈田郡2万石をそのまま追認されたに過ぎなかった。
敗れた上杉景勝は庄内、会津などを没収され、米沢30万石のみを許された。

## 慶長出羽合戦における兵数について
長谷堂城の戦いについては、当時の良質の史料がほとんど残されておらず、兵数も後世の軍記などに頼ることになるが、これらは誇張された部分も多く、それぞれに数の開きがあって確実な兵数は不明といわれる。例えば、上杉軍撤退の時の双方の死傷者は、最上側では「味方の戦死者623人敵の戦死者1580人」とするが、上杉側は「敵の戦死者2100余り」としている。